# Pape Alioune Diouf
Pape Alioune Diouf (Dakar, 22 juni 1989) is een Senegalees voetballer, die uitkomt voor Brindisi FC. Diouf is sinds 10 mei 2010 international voor Senegal. In de oefenwedstrijd tegen Mexico kwam hij als invaller binnen de lijnen.

## Carrière

### Beginjaren
Diouf begon zijn carrière bij Touré Kunda in Senegal, vervolgens sloot hij zich in 2009 aan bij Dakar Université Club. 
Diouf maakte op 20 februari 2011 op huurbasis de overstap naar het Bulgaarse Litex Lovetsj. Een week later, op 27 februari 2011, maakte de aanvaller zijn debuut op het hoogste niveau in Bulgarije. Diouf kwam in de 52ste minuut in het veld als vervanger van Dejan Djermanovic. De aanvaller maakte 38 minuten later zijn eerste doelpunt voor Litex Lovetsj.

### Kalmar FF
Sinds 1 januari 2012 staat Diouf onder contract bij Kalmar FF. De Zweedse club maakte op 20 september 2011 bekend dat de aanvaller en half jaar op huurbasis over zou komen van Dakar UC. De tijdelijke verbintenis werd op 14 maart omgezet in een verbintenis die Diouf tot 2015 in Kalmar moet houden. Dat contract werd daarna twee keer met twee jaar verlengd.

### Turkije
Op 2 september 2019 werd bekend dat Diouf Kalmar FF na zeven jaar ging verlaten. Hij vervolgt zijn carrière in Turkije bij Istanbulspor. Na anderhalf seizoen verruilde Diouf Istanbulspor voor Boluspor.

### Terugkeer bij Kalmar FF en Italië
Op 21 juni 2022 werd bekend dat Diouf terugkeerde bij Kalmar FF. Hij tekende voor de rest van het seizoen. Begin 2023 maakte Diouf de overstap naar het Italiaanse Brindisi FC, dat op dat moment uitkwam in de Serie D.

## Erelijst

### Club
Litex Lovetsj
- Landskampioen Bulgarije

2010-2011